# 2019 год
2019 (две ты́сячи девятна́дцатый) год  по григорианскому календарю — невисокосный год, начинающийся во вторник. Это 2019 год нашей эры, 9‑й год 2‑го десятилетия XXI века 3‑го тысячелетия, 10‑й год 2010‑х годов. Он закончился 6 лет назад.
| Пн | Вт | Ср | Чт | Пт | Сб | Вс |
|    | 1  | 2  | 3  | 4  | 5  | 6  |
| 7  | 8  | 9  | 10 | 11 | 12 | 13 |
| 14 | 15 | 16 | 17 | 18 | 19 | 20 |
| 21 | 22 | 23 | 24 | 25 | 26 | 27 |
| 28 | 29 | 30 | 31 |    |    |    |

| Пн | Вт | Ср | Чт | Пт | Сб | Вс |
|    |    |    |    | 1  | 2  | 3  |
| 4  | 5  | 6  | 7  | 8  | 9  | 10 |
| 11 | 12 | 13 | 14 | 15 | 16 | 17 |
| 18 | 19 | 20 | 21 | 22 | 23 | 24 |
| 25 | 26 | 27 | 28 |    |    |    |

| Пн | Вт | Ср | Чт | Пт | Сб | Вс |
|    |    |    |    | 1  | 2  | 3  |
| 4  | 5  | 6  | 7  | 8  | 9  | 10 |
| 11 | 12 | 13 | 14 | 15 | 16 | 17 |
| 18 | 19 | 20 | 21 | 22 | 23 | 24 |
| 25 | 26 | 27 | 28 | 29 | 30 | 31 |

| Пн | Вт | Ср | Чт | Пт | Сб | Вс |
| 1  | 2  | 3  | 4  | 5  | 6  | 7  |
| 8  | 9  | 10 | 11 | 12 | 13 | 14 |
| 15 | 16 | 17 | 18 | 19 | 20 | 21 |
| 22 | 23 | 24 | 25 | 26 | 27 | 28 |
| 29 | 30 |    |    |    |    |    |

| Пн | Вт | Ср | Чт | Пт | Сб | Вс |
|    |    | 1  | 2  | 3  | 4  | 5  |
| 6  | 7  | 8  | 9  | 10 | 11 | 12 |
| 13 | 14 | 15 | 16 | 17 | 18 | 19 |
| 20 | 21 | 22 | 23 | 24 | 25 | 26 |
| 27 | 28 | 29 | 30 | 31 |    |    |

| Пн | Вт | Ср | Чт | Пт | Сб | Вс |
|    |    |    |    |    | 1  | 2  |
| 3  | 4  | 5  | 6  | 7  | 8  | 9  |
| 10 | 11 | 12 | 13 | 14 | 15 | 16 |
| 17 | 18 | 19 | 20 | 21 | 22 | 23 |
| 24 | 25 | 26 | 27 | 28 | 29 | 30 |

| Пн | Вт | Ср | Чт | Пт | Сб | Вс |
| 1  | 2  | 3  | 4  | 5  | 6  | 7  |
| 8  | 9  | 10 | 11 | 12 | 13 | 14 |
| 15 | 16 | 17 | 18 | 19 | 20 | 21 |
| 22 | 23 | 24 | 25 | 26 | 27 | 28 |
| 29 | 30 | 31 |    |    |    |    |

| Пн | Вт | Ср | Чт | Пт | Сб | Вс |
|    |    |    | 1  | 2  | 3  | 4  |
| 5  | 6  | 7  | 8  | 9  | 10 | 11 |
| 12 | 13 | 14 | 15 | 16 | 17 | 18 |
| 19 | 20 | 21 | 22 | 23 | 24 | 25 |
| 26 | 27 | 28 | 29 | 30 | 31 |    |

| Пн | Вт | Ср | Чт | Пт | Сб | Вс |
|    |    |    |    |    |    | 1  |
| 2  | 3  | 4  | 5  | 6  | 7  | 8  |
| 9  | 10 | 11 | 12 | 13 | 14 | 15 |
| 16 | 17 | 18 | 19 | 20 | 21 | 22 |
| 23 | 24 | 25 | 26 | 27 | 28 | 29 |
| 30 |    |    |    |    |    |    |

| Пн | Вт | Ср | Чт | Пт | Сб | Вс |
|    | 1  | 2  | 3  | 4  | 5  | 6  |
| 7  | 8  | 9  | 10 | 11 | 12 | 13 |
| 14 | 15 | 16 | 17 | 18 | 19 | 20 |
| 21 | 22 | 23 | 24 | 25 | 26 | 27 |
| 28 | 29 | 30 | 31 |    |    |    |

| Пн | Вт | Ср | Чт | Пт | Сб | Вс |
|    |    |    |    | 1  | 2  | 3  |
| 4  | 5  | 6  | 7  | 8  | 9  | 10 |
| 11 | 12 | 13 | 14 | 15 | 16 | 17 |
| 18 | 19 | 20 | 21 | 22 | 23 | 24 |
| 25 | 26 | 27 | 28 | 29 | 30 |    |

| Пн | Вт | Ср | Чт | Пт | Сб | Вс |
|    |    |    |    |    |    | 1  |
| 2  | 3  | 4  | 5  | 6  | 7  | 8  |
| 9  | 10 | 11 | 12 | 13 | 14 | 15 |
| 16 | 17 | 18 | 19 | 20 | 21 | 22 |
| 23 | 24 | 25 | 26 | 27 | 28 | 29 |
| 30 | 31 |    |    |    |    |    |

Ещё будучи предкоронакризисным, глобальный экономический рост в 2019 году оказался самым низким за десятилетие.

## События

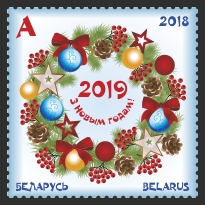
Почтовая марка «С Новым годом 2019». Белоруссия.

- Резолюцией Генеральной Ассамблеи ООН 2019 год объявлен Международным годом периодической таблицы химических элементов (англ. International Year of the Periodic Table of Chemical Elements)[2].
- По решению ООН 2019 год объявлен Международным годом языков коренных народов[3] и годом умеренности[4].
- Год театра в России[5].
- Год России во Вьетнаме и Год Вьетнама в России[6].
- Год малой родины в Белоруссии[7].
- Год Насими в Азербайджане[8].
- Год развития регионов и цифровизации страны в Киргизии.
- Год молодёжи в Казахстане.
- Год Казахстана в Узбекистане.
- Год активных инвестиций и социального развития в Узбекистане.
- Год экологии и благоустройства в Приднестровье.

### Январь
- 1 января:
  - Вступило в силу решение США о выходе из ЮНЕСКО;
  - Вступило в силу решение Конституционного суда Австрии об отмене законодательных ограничений на регистрацию однополых браков[9];
  - Межпланетный зонд NASA New Horizons успешно пролетел мимо объекта пояса Койпера 2014 MU69 (Ультима Туле);
  - Катар приостановил членство в Организации стран — экспортёров нефти.
- 3 января — впервые в истории человечества китайская беспилотная станция «Чанъэ-4» совершила мягкую посадку на обратной стороне Луны[10].
- 4—6 января — Раскол Православной церкви: Константинопольский патриарх Варфоломей подписал томос об автокефалии Православной церкви Украины, узаконив тем самым Предоставление автокефалии православной церкви на Украине; данное решение не признали и осудили Русская православная церковь и ряд других поместных православных церквей, в частности, Сербская православная церковь[11].
- 5 января — 1 февраля — в ОАЭ прошёл 17-й Кубок Азии по футболу. Победила сборная Катара.
- 6 января — король Малайзии Мухаммад V отрёкся от престола. Исполняющим обязанности верховного правителя страны стал султан штата Перак Назрин Муизуддин Шах.
- 14 января — при посадке в пригороде Тегерана военный грузовой самолёт Boeing 707 выкатился за пределы взлётно-посадочной полосы и врезался в стену. При крушении погибли 15 из 16 членов экипажа[12].
- 18 января — в результате взрыва и пожара на трубопроводе в мексиканском штате Идальго погибло 114 человек[13].
- 19 января — в башкирском городе Сибай началась бесплатная раздача защитных масок и активированного угля для борьбы с окутавшим город смогом и загрязнением воздуха, вследствие которого в воздухе ощущается запах серы. Причиной тяжёлой экологической ситуации в городе в целом и держащегося с ноября 2017 года смога в частности предположительно является тление руды в карьере по добычи меди, работы на котором были остановлены в 2003 году[14].
- 20 января — в результате нападения исламистов в Мали погибли 8 миротворцев ООН[15].
- 21—27 января — чемпионат Европы по фигурному катанию в Минске.
- 23 января — кризис в Венесуэле: Хуан Гуайдо провозгласил себя исполняющим обязанности президента Венесуэлы; это решение поддержали США, ряд стран Латинской Америки (Группа Лимы) и Европы, действующую законную власть в лице президента Венесуэлы Николаса Мадуро, напротив, поддержали Россия, Боливия, Мексика, Сирия, Турция и Иран.
- 24 января:
  - В должность президента Демократической Республики Конго вступил Феликс Чисекеди. Таким образом, в ДРК впервые за 18 лет сменилась власть;
  - Оболонский районный суд Киева заочно приговорил к 13 годам лишения свободы бывшего президента Украины Виктора Януковича по статьям о государственной измене и пособничестве в изменении границы страны и ведении войны[16].
- 25 января — в Москве открылась первая выставка современного православного искусства[17].
- 27 января — в результате организованного исламистами террористического акта в христианском соборе Богоматери Кармельской в филиппинском городе Холо погибли 18 человек.
- 30 января — в Санкт-Петербурге установлены православные терминалы для сбора пожертвований на лечение тяжелобольных детей[18].
- 31 января — новым королём Малайзии стал султан штата Паханг Абдулла II.

### Февраль
- 1 февраля — президент Всемирного банка Джим Ён Ким ушёл в отставку. Пост президента Всемирного банка заняла Кристалина Георгиева[19].
- 2 февраля — США приостановили действие Договора о ликвидации ракет средней и меньшей дальности (ДРСМД)[20]. Россия ответила симметрично[21].
- 3 февраля — в результате выборов президентом Сальвадора 53 % голосов избирателей избран Найиб Букеле. Явка избирателей составила 51,9 %.
- 10 февраля — в башкирском городе Сибай, где с ноября 2017 года держится смог, зафиксировано превышение предельно допустимой концентрации диоксида серы в 23 раза[22].
- 12 февраля:
  - В силу вступило соглашение между Грецией и Македонией об официальном переименовании последней в Республику Северная Македония, что положило конец спору, длившемуся с 1991 года, и открыло возможность Северной Македонии вступить в НАТО и Европейский союз;
  - ГД РФ приняла в первом чтении внесённый сенатором Андреем Клишасом законопроект об изоляции российского сегмента сети Интернет[23].
- 14 февраля — в результате атаки исламистов на кортеж с индийскими полицейскими в индийском штате Джамму и Кашмир (спорная территория Кашмир); 41 человек (40 полицейских и 1 нападавший террорист-смертник) погиб. Впоследствии, этот теракт спровоцировал эскалацию индо-пакистанского противостояния в Кашмире.
- 22 февраля — Президент Судана Омар аль-Башир ввёл чрезвычайное положение в стране и распустил правительство, после продолжающихся третий месяц протестов[24].
- 24 февраля:
  - В результате парламентских выборов в Молдавии после подсчёта 100 % бюллетеней социалисты набирают 31,15 %, блок ACUM набрал 26,84 %, правящая сейчас Демпартия — 23,268 % голосов, Партия «ШОР» — 8,32 %. Остальные партии не сумели преодолеть избирательный порог в 6 %[25];
  - В ходе референдума 90,6 % жителей Кубы проголосовали за утверждение новой конституции. Явка составила 84,4 % от списка избирателей[26];
- 26 февраля:
  - Папа Римский Франциск временно отстранил признанного виновным в насилии над детьми австралийского кардинала Джорджа Пелла от служения и от выполнения всех своих обязанностей[27];
  - Состоялось заседание Священного Синода Русской православной церкви, на котором были произведены ряд должностных перестановок[28].

### Март

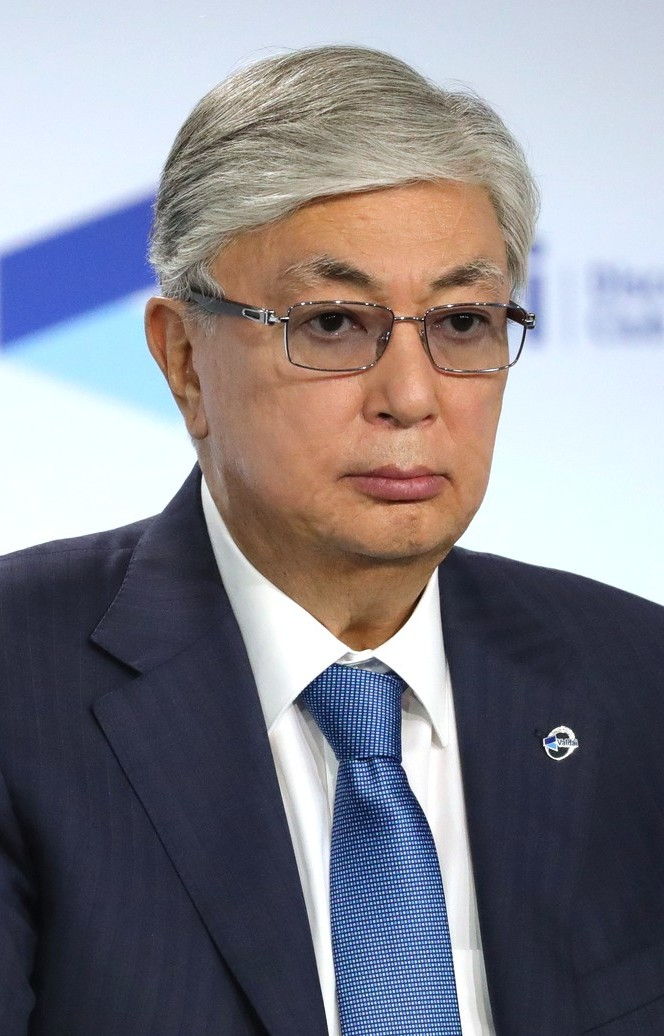
Вторым президентом Казахстана после отставки Нурсултана Назарбаева стал Председатель Сената парламента Республики Казахстан — Касым-Жомарт Токаев

- 1 марта — до 800 тысяч человек приняли участие в протестах по всей стране против выдвижения президента Алжира Абдель Бутефлика на пятый срок[29].
- 2 марта — Запуск нового федерального общероссийского спортивного телеканала «Матч! Страна».
- 7 марта — Депутаты Государственной думы Российской Федерации одобрили в третьем чтении законопроекты о блокировке фейковых новостей и наказании за проявление неуважения к власти в интернете[30][31].
- 8 марта — более 1 млн человек вышли на улицы городов Алжира, Орана, Константина, требуя от действующего 82-летнего президента Абдель Азиза Бутефлики не выдвигать свою кандидатуру на пятый срок[32].
- 10 марта — Boeing 737 MAX авиакомпании Ethiopian Airlines, на борту которого находились 157 человек, включая восьмерых членов экипажа, потерпел крушение недалеко от эфиопского города Дэбрэ-Зэйт; в катастрофе никто не выжил[33]. Эта вторая катастрофа самолётов данного типа за полгода (после крушения такого же самолёта возле Джакарты 29 октября 2018 года). Катастрофа привела к массовому отказу авиакомпаний по всему миру от эксплуатации самолётов данного типа[34]. Цена акции корпорации Boeing падала в первый торговый день после катастрофы в пределах 10 %[35].
- 15 марта — в Новой Зеландии в результате стрельбы в мечетях города Крайстчерч погиб 51 человек, 40 ранены[36].
- 17 марта — на трассе «Альберт Парк» в Мельбурне состоялся первый этап «Формулы-1» 2019 сезона Гран-при Австралии.
- 18 марта — в Утрехте совершён террористический акт. 37-летний турок расстрелял 10 пассажиров трамвая, из которых 4 погибли[37].
- 19 марта — президент Казахстана Нурсултан Назарбаев объявил об уходе в отставку. На должность президента был назначен Касым-Жомарт Токаев. Таким образом, в Казахстане впервые после обретения независимости сменился президент.
- 23 марта:
  - «Сирийские демократические силы» объявили об освобождении от террористов из «Исламского государства» сирийского Багуза — города, который считался последним оплотом ИГ на территории Сирии[38];
  - Президент Казахстана Касым-Жомарт Токаев подписал указ о переименовании Астаны в Нур-Султан.
- 24 марта — в столице Индонезии Джакарте открылась первая линия метрополитена.
- 25 марта — президент США Дональд Трамп подписал декларацию о признании США суверенитета Израиля над Голанскими высотами.
- 26 марта — в Ингушетии возобновились протесты. Митинг в Магасе объявлен бессрочным[39].
- 30 марта — второй тур президентских выборов в Словакии, победу одержала Зузана Чапутова, которая стала первой в истории Словакии женщиной на посту президента.
- 31 марта:
  - На Международном автодроме Бахрейна состоялся второй этап «Формулы-1» 2019 сезона Гран-при Бахрейна[40];
  - В Турции прошли муниципальные выборы[41], по итогам которых на посты глав крупнейших городов страны — Анкары, Измира и Стамбула, были избраны представители оппозиционной республиканской народной партии.
  - Пьюдипай выпустил песню «Congratulations».

### Апрель
- 3 апреля:

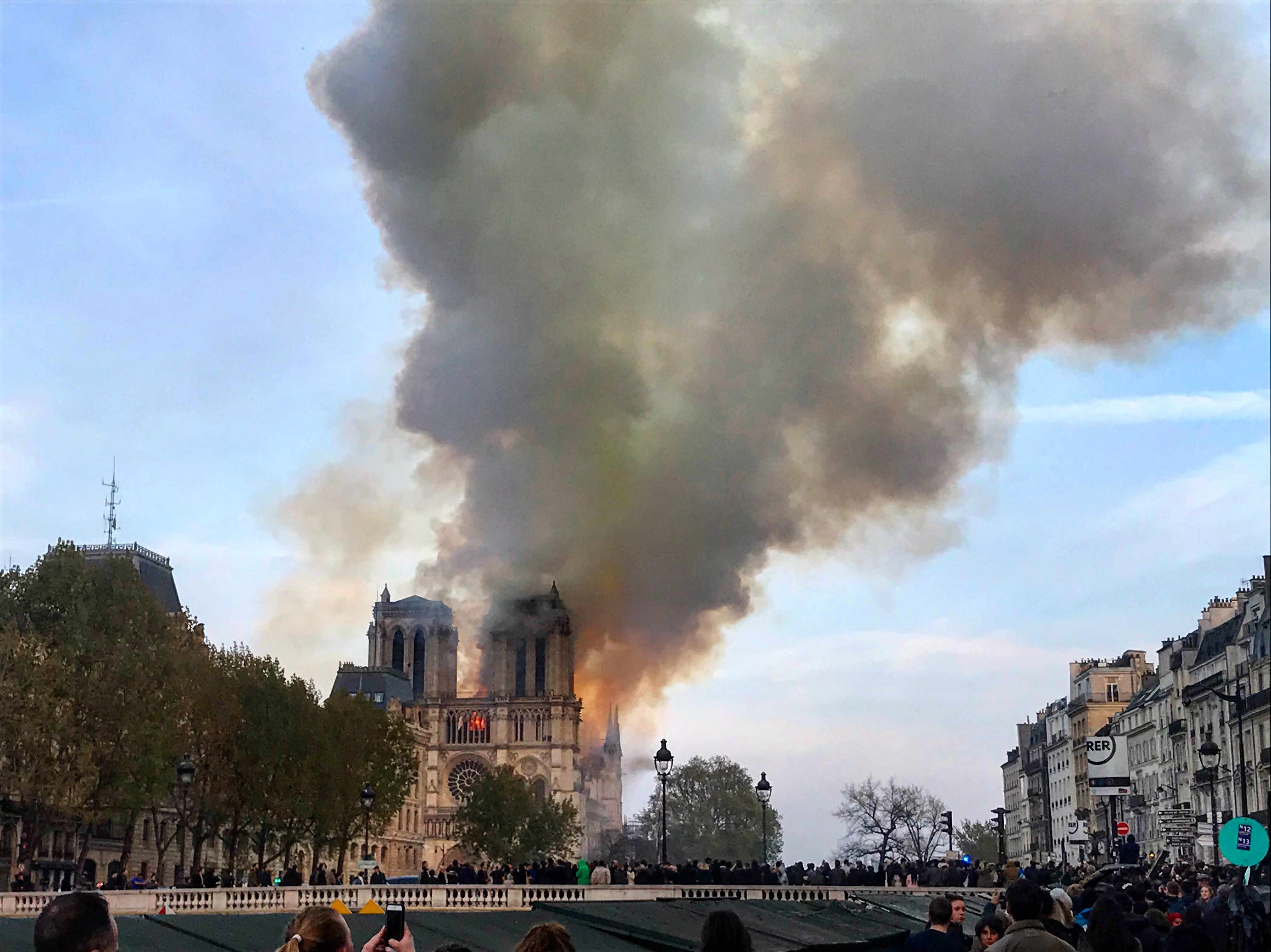
Горит один из крупнейших центров христианства в Париже — собор Парижской Богоматери.

  - Начался судебный процесс над бывшим премьер-министром Малайзии Наджибом Разаком, обвиняемым в краже 700 миллионов долларов из инвестиционного фонда 1MDB[42];
  - В Брунее принят новый уголовный кодекс, нормы которого основаны на законах шариата. В частности, новым кодексом предусмотрены такие наказания, как отрубание рук за кражи (для лиц, достигших 15 лет), забивание камнями за прелюбодеяние, гомосексуализм и анальный секс, а также битьё плетью и тюремное заключение за внебрачный секс[43].
- 7 апреля:
  - В Архангельске прошла несанкционированная властями акция протеста (марш и митинг) против строительства на станции «Шиес» полигона для мусора из Москвы[44];
  - В столице Судана Хартуме прошли организованные местными профсоюзами многотысячные акции протеста с призывом отставки президента Омара аль-Башира, правящего страной более 20 лет. Одной из мер борьбы с протестующими, помимо попыток их разгона, стало отключение интернета[45]. Поводом для непрекращающихся с декабря 2018 года протестов послужило повышение цен на топливо и продукты питания[46].
- 8—14 апреля — чемпионат Европы по борьбе (Бухарест, Румыния).
- 10 апреля — астрофизики получили первые в истории фотографии чёрной дыры.
- 11 апреля:
  - В Судане произошёл военный переворот, в ходе которого президент Судана Омар аль-Башир, который правил страной 30 лет, отстранён от власти и был помещён под домашний арест после многомесячных протестов[47];
  - Депутаты ГД РФ приняли во втором чтении законопроект о «суверенном интернете»[48].
- 12 апреля — Великобритания и Еврокомиссия согласовали отсрочку выхода Великобритании из ЕС (Brexit) до 31 октября.
- 15 апреля — крупный пожар в соборе Парижской Богоматери.
- 17 апреля — бывший президент Перу Алан Гарсия покончил с собой, когда полицейские прибыли в его дом в Лиме, столице страны, чтобы задержать в рамках расследования дела о коррупции[49].
- 21 апреля:
  - Второй тур президентских выборов на Украине; по итогам выборов победу одержал Владимир Зеленский, а действующий президент Пётр Порошенко признал поражение;
  - На католическую Пасху в Шри-Ланке исламские террористы совершили террористическую атаку: в разных частях страны, включая столицу Шри-Ланки город Коломбо, прогремели 8 взрывов; жертвами стали 269 человек, более 500 человек были ранены.
- 23 апреля — Министерство внутренних дел Саудовской Аравии заявило, что в стране казнены 37 человек, подозревавшихся в терроризме — это самая массовая казнь в Саудовской Аравии за последние три года. Все казнённые, как сообщается, были шиитами, а признания, данные ими, были получены под пытками[50].
- 26—28 апреля — Кубок мира по художественной гимнастике[51].
- 28 апреля:
  - Парламентские выборы в Испании, победу одержала правящая ИСРП;
  - В Баку состоялся четвёртый этап «Формулы-1» 2019 сезона Гран-при Азербайджана[52].

### Май
- 1 мая

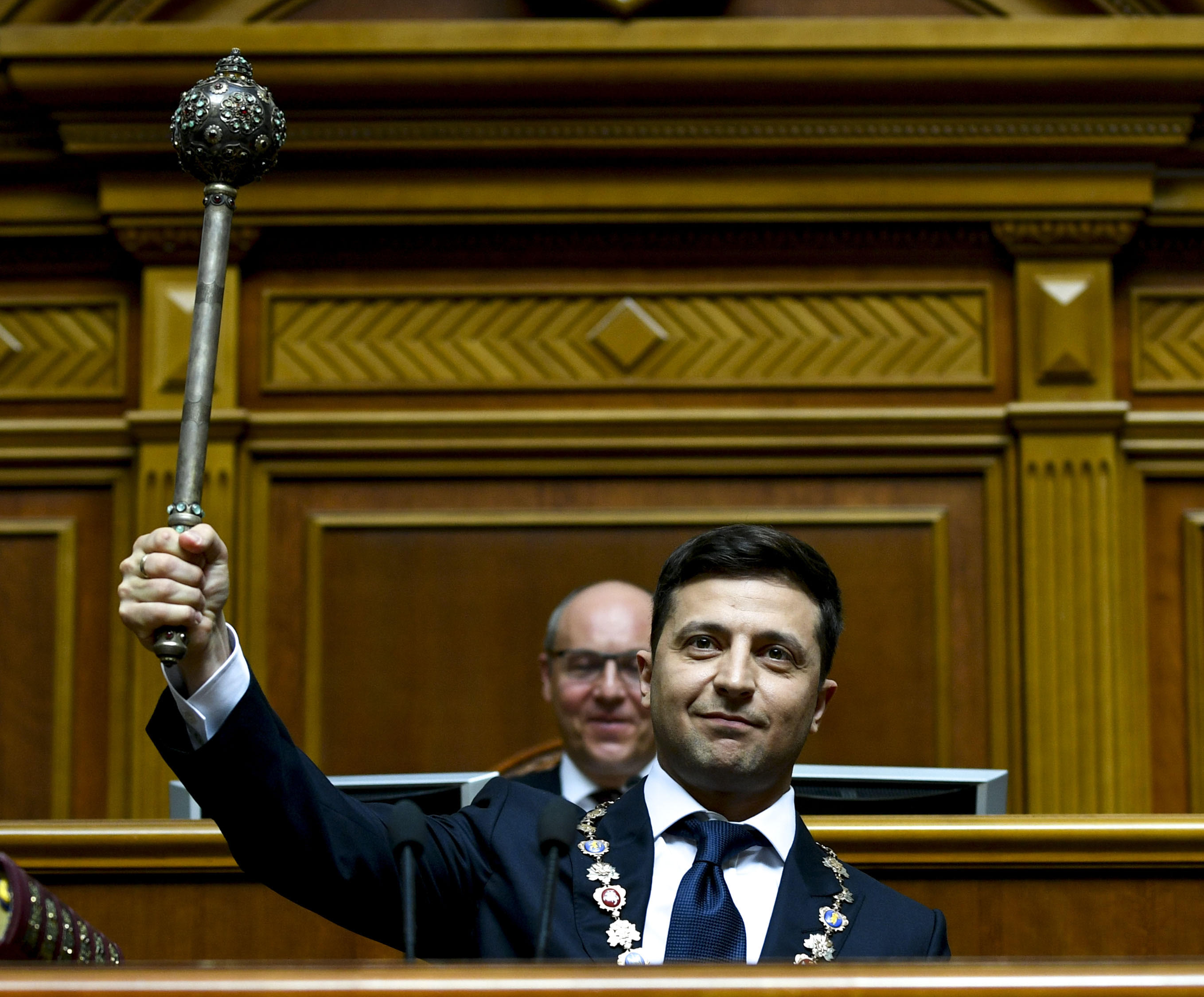
Инаугурация Владимира Зеленского.

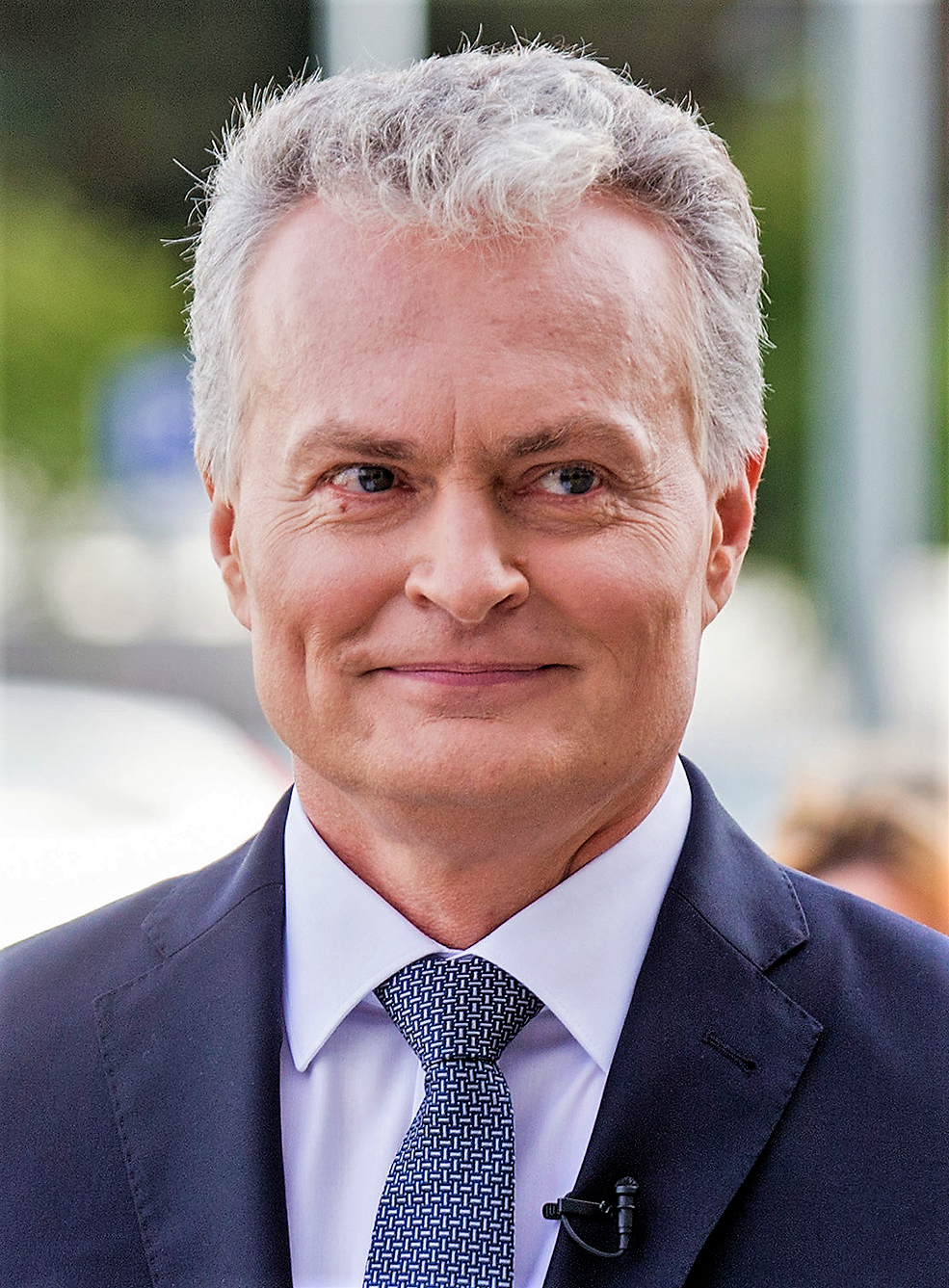
Гитанас Науседа

  - Состоялась церемония восшествия на престол императора Японии Нарухито.
  - Президент России Владимир Путин подписал закон о «суверенном интернете»[53].
- 5 мая:
  - Катастрофа SSJ 100 в аэропорту Шереметьево в Москве; погиб 41 человек;
  - Президентские выборы в Северной Македонии. Победу одержал Стево Пендаровский.
- 8 мая — Парламентские выборы в ЮАР. Большинство голосов (57,5 %) получила правящая партия «Африканский национальный конгресс»[54].
- 10—26 мая — Чемпионат мира по хоккею с шайбой 2019 в Братиславе и Кошице. Победила сборная Финляндии.
- 14—18 мая — конкурс песни Евровидение-2019 (Тель-Авив, Израиль). Победил певец из Нидерландов Дункан Лоуренс.
- 16—19 мая — Чемпионат Европы по художественной гимнастике 2019 в Баку, Азербайджан[55].
- 20 мая — Владимир Зеленский вступил в должность президента Украины.
- 21 мая — Появилась Windows Server 2019.
- 23—26 мая — выборы в Европарламент.
- 26 мая — Второй тур президентских выборов в Литве. Победу одержал Гитанас Науседа.
- 29 мая:
  - Президентские выборы в Латвии. Победу одержал Эгил Левит;
  - Финал Лиги Европы УЕФА 2019 состоялся на Бакинском олимпийском стадионе[56].

### Июнь

Эмблема II-х Европейских игр в Минске

- 1 июня — Финал Лиги чемпионов УЕФА 2019 состоялся на мадридском стадионе «Ванда Метрополитано».
- 7—9 июня — WWDC в Калифорнии.
- 9 июня — внеочередные президентские выборы в Казахстане. Победу одержал действующий президент Касым-Жомарт Токаев.
- 12 июня — в должность президента Казахстана вступил Касым-Жомарт Токаев.
- 23 июня — в ходе повторных выборов мэра Стамбула победил кандидат от оппозиционной Народно-республиканской партии Экрем Имамоглу.
- 24 июня:
  - Взрывы в городе Арыс, Туркестанская область Республики Казахстан; более 70 человек пострадали;
  - Бывший министр обороны Мухаммед ульд аш-Шейх аль-Газуани победил на президентских выборах в Мавритании[57].
- 28 июня — в городе Тулун Иркутской области из-за проливных дождей прорвало дамбу. Погибли 26 человек[58]. Повреждено более 3 тысяч домов. Федеральная трасса Р-255 «Сибирь» на протяжении шести километров оказалась затоплена[59]. Затоплено 13 населённых пунктов, включая город Тулун[60].
- 21—30 июня — в столице Белоруссии Минске прошли II Европейские игры. Сборная России заняла первое место в общем медальном зачёте.
- 30 июня — в Баку (Азербайджан) состоялось открытие 43-й сессии Комитета всемирного наследия ЮНЕСКО[61][62].

### Июль

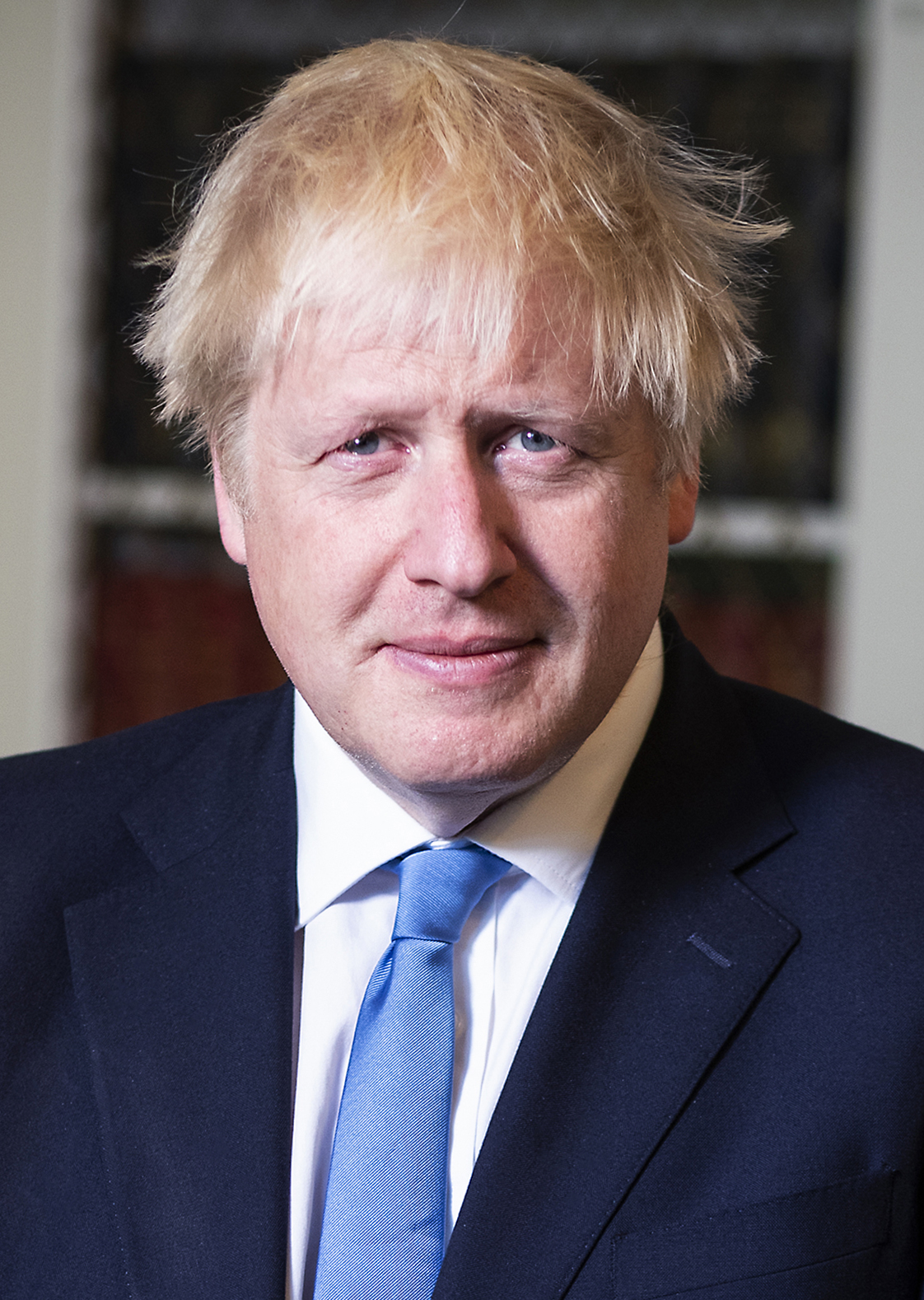
Борис Джонсон

- 7 июля — на досрочных парламентских выборах в Греции победу одержала партия Новая демократия.
- 18 июля — в результате умышленного поджога произошёл пожар в здании японской студии Kyoto Animation; погибли 36 человек[63].
- 21 июля — внеочередные парламентские выборы на Украине. На выборах победила партия «Слуга народа» президента Владимира Зеленского, набрав 43,16 % голосов избирателей и 254 места в Верховной Раде.
- 24 июля — Борис Джонсон вступил в должность премьер-министра Великобритании.

### Август
- 1 августа — датский полярный исследовательский институт Polar Portal сообщает о большом всплеске потерь льда в Гренландии: 4 миллиарда тонн растаяли за один день и 177 гигатонн в июле[64].
- 2 августа — США официально выходят из Договора о ядерных силах средней дальности, заключённого с СССР в 1987 году[65].
- 3 августа — стрельба в магазине Walmart в Эль-Пасо, штат Техас, США, в результате которой погибли 22 человека и ещё 24 получили ранения.
- 4 августа — взрыв в Каире: автомобиль врезался в три других автомобиля, вызвав взрыв у Национального института рака Египта в Каире, убив по меньшей мере 20 человек и ранив 47 других[66].
- 5 августа:
  - Индия отменяет статью 370 конституции, которая даёт управляемому Индией Кашмиру особый статус[67];
  - На фоне продолжающихся протестов в Гонконге проходят первые с 1967 года всеобщие забастовки подобного рода[68].
- 7 августа — Сингапурская конвенция о посредничестве, также известная как Конвенция ООН о международных соглашениях об урегулировании споров, возникающих в результате посредничества, вступает в силу с момента её ратификации 46 странами. Государства, ратифицировавшие договор, должны будут обеспечить, чтобы международные соглашения об урегулировании коммерческих споров выполнялись их судами[69].
- 10 августа — прошёл массовый митинг оппозиции на проспекте Академика Сахарова в Москве. Митингующие протестовали против решения ЦИК, которая не приняла заявку на вступление в кандидаты Мосгордумы Любови Соболь. Это уже третий митинг оппозиции.
- 31 августа — объявлен дефолт по государственному долгу Аргентины[70].

### Сентябрь
- 2 сентября — премьер-министр Грузии Мамука Бахтадзе ушёл в отставку[71].
- 8 сентября — единый день голосования в России.
- 14—22 сентября — Чемпионат мира по борьбе (Астана, Казахстан).
- 14 сентября — беспилотниками совершенно нападение на завод первичной переработки нефти в Абкайке и нефтеперерабатывающий завод на месторождении Хурайс. Ответственность на себя взяли хуситы.
- 16—21 сентября — стратегические командно-штабные учения (СКШУ) Центр-2019.
- 20 сентября — выбран губернатор Челябинской области Алексей Леонидович Текслер.
- 29 сентября — досрочные парламентские выборы в Австрии.

### Октябрь
- 1 октября:
  - В Ираке начались массовые протесты;
  - В столице Ирана Тегеране задержана российская журналистка Юлия Юзик, наиболее известная как автор книги о чеченских террористках-смертницах «Невесты Аллаха»[72];
  - Турция начала военную операцию «Источник мира» на территории Сирии[73].
- 14 октября:
  - Начало протестных акций в Гвинее, против поправки к конституции, позволяющей президенту переизбираться на третий срок;
  - Начало протестных акций в Каталонии, вызванных репрессиями в отношении лидеров каталонских сепаратистов;
  - Начало протестов в Чили, вызванных подорожанием цен на метро.
- 17 октября — начало массовых протестов в Ливане.
- 18 октября — в Исламской Республике Афганистан в результате теракта в мечети во время пятничной молитвы погибли более 60 человек[74].
- 22 октября — Британская «невеста джихада[англ.]» Шамима Бегум[англ.] заявила, что намерена опротестовать в суде лишение её гражданства Великобритании[75].
- 26 октября — в результате спецоперации американских военных был убит лидер ИГ Абу Бакр аль-Багдади.
- 31 октября — в Турции освобождён из тюрьмы турецкий политик Эрен Эрдем, который был обвинён в терроризме после публикации документов о связях турецкого правительства с ИГ[76].

### Ноябрь
- 1 ноября:
  - В России вступил в силу Закон о «суверенном интернете»;
  - Верховный суд России удовлетворил иск минюста, ликвидировав правозащитную организацию «За права человека».
- 2 ноября:
  - Сборная ЮАР по регби выиграла чемпионат мира в Японии, победив сборную Англии со счётом 32:12;
  - Монголия депортировала 758 граждан КНР, задержанных в Улан-Баторе по подозрению в совершении киберпреступлений с использованием более тысячи высокопроизводительных компьютеров и 10 тысяч мобильных телефонов.
- 3 ноября:
  - Видение Саудовской Аравии 2030: Совет директоров Управления по рынку капитала Саудовской Аравии утвердил заявку национальной нефтяной компании Saudi Aramco (крупнейшая нефтяная компания в мире) на проведение первичного размещения части своих акций;
  - В столице Республики Башкортостан городе Уфа совершён поджог мечети «Хамза».
- 6 ноября:
  - Афганские исламисты атаковали заставу на таджикско-узбекской границе;
  - Мосгорсуд удовлетворил иск минюста, ликвидировав НКО «Центр содействия коренным малочисленным народам Севера»;
  - В Гонконге совершено нападение на политика Юниуса Хо, поддерживавшего жёсткие меры по борьбе с протестующими.
- 7 ноября — исследователи из фармацевтической компании Abbott Laboratories впервые с 2000 года выявили новый штамм вируса иммунодефицита человека.
- 8 ноября — министр внутренних дел Турции Сулейман Сойлу заявил, что 11 ноября Турция начнёт экстрадицию арестованных боевиков Исламского государства в страны их происхождения.
- 10 ноября:
  - Президент Боливии Эво Моралес заявил о проведении повторных президентских выборов на фоне протестов, начавшихся из-за результатов выборов, прошедших менее месяца назад;
  - Во Франции уроженец Чечни приговорён к 10 годам тюремного заключения за участие в боевых действиях на территории Сирии;
  - В Испании прошли парламентские выборы, большинство голосов набрала испанская социалистическая рабочая партия.
- 11 ноября — полиция Гонконга применила против протестующих боевое оружие.
- 12 ноября:
  - Началось сильнейшее с 1966 года наводнение в Венеции;
  - Белит Онай избран мэром Ганновера, он стал первым этническим турком, избранным главой крупного города Германии;
  - По меньшей мере 26 человек погибли в различных районах Бангладеш из-за циклона «Булбул».
- 13 ноября — зонд Хаябуса-2 отправился с астероида Рюгу на Землю.
- 14 ноября:
  - Студент Амурского колледжа строительства и ЖКХ в Благовещенске устроил стрельбу в учебном заведении и покончил с собой;
  - Временный президент Боливии Жанин Аньес назначила 11 министров, которые составят основу переходного правительства страны, призванного провести новые всеобщие выборы.
- 16 ноября — Автоматическая межпланетная станция японского аэрокосмического агентства JAXA «Хаябуса-2» покинула орбиту вокруг астероида Рюгу и взяла курс на Землю.
- 17 ноября:
  - Правительство Ирана, пытаясь подавить протесты, отключило в стране интернет и мобильную связь;
  - В Элисте прошёл митинг против назначения главой города Дмитрия Трапезникова, ранее входившего в руководство «Донецкой республики»;
  - В Германии прошёл митинг против вывоза ядерных отходов в Россию.
  - Начало пандемии COVID-19.
- 18 ноября:
  - Кайл Буш выиграл гонку Ford EcoBoost 400 в Хомстеде и во второй раз стал чемпионом Кубка NASCAR;
  - Россия передала захваченные в Керченском проливе корабли (катера «Никополь» и «Бердянск» и буксир «Яны Капу») Украине;
  - Стало известно, что суд признал погибшим сотрудника ЧВК «Вагнер» Григория Цуркану, осенью 2017 года попавшего в плен бойцам сирийской оппозиции.
- 19 ноября:
  - Правление Сбербанка одобрило продажу «золотой акции» «Яндекса», купленной в августе 2009 года, головной компании «Яндекса» Yandex N.V.. Несколько дней ранее были одобрены изменения в структуру правления «Яндекса», которые включают в себя создание семейного траста, расширение прав «Золотой акции», а также её передачу «Фонду общественных интересов», который будет управляться советом директоров. После реформы правления акции «Яндекса» выросли на 10 %, частично отыграв падение на 15 %, ставшее следствием рассмотрения в ГД РФ законопроекта, ограничивавшего долю иностранного капитала в «значимых интернет-компаниях»;
  - ГД РФ приняла во втором чтении законопроект, который позволит признавать «иностранными агентами» физических лиц, если они «распространяют» (в том числе репостят) информационные материалы, участвуют в их создании или получают финансирование из-за рубежа.
- 20 ноября:
  - Синдзо Абэ установил рекорд по длительности пребывания на посту премьер-министра Японии за всю историю страны, сместив с первого места Таро Кацуру, который возглавлял кабмин в начале прошлого века;
  - Американская радиостанция Hal Turner Radio Show сообщила о том, что в Южно-Китайском море на глубине 50 метров произошёл подводный ядерный взрыв мощностью от 10 до 20 килотонн в тротиловом эквиваленте.
- 21 ноября:
  - В Москве открыли Московские центральные диаметры;
  - Госдума РФ приняла законы о признании физических лиц «иностранных агентах» и обязательной предустановке российского ПО на технически сложные товары.
- 23 ноября:
  - В Париже и ряде других городов Франции прошли митинги против домашнего насилия;
  - В городе Москве православные активисты провели митинг против принятия закона о домашнем насилии;
  - Состоялся референдум о независимости Бугенвиля от Папуа — Новой Гвинеи.
- 24 ноября:
  - Бывший мэр Нью-Йорка и мультимиллиардер Майкл Блумберг официально объявил о решении участвовать в борьбе за выдвижение кандидатом в президенты США от Демократической партии;
  - В Гонконге прошли местные выборы, победу на них одержали демократические партии, пропекинские кандидаты получили 60 мест из 452.
- 26 ноября — землетрясение магнитудой 6,4 в Албании, погиб 51 человек.
- 27 ноября:
  - Депутаты Европарламента утвердили новый состав Еврокомиссии во главе с Урсулой фон дер Ляйен;
  - Была открыта M-11 — платная скоростная автомагистраль между Санкт-Петербургом и Москвой.
- 30 ноября—7 декабря — завершилось Евровидение Азия 2019.

### Декабрь
- 6 декабря — пожар в Одесском колледже экономики. Погибло 16 человек.
- 8 декабря — началась пандемия коронавируса SARS-CoV-2, вызывающего COVID-19.
- 9 декабря:
  - Решение ВАДА по которому Россия была лишена права участия в соревнованиях на 4 года, права на принятие мировых соревнований;
  - В Париже прошёл саммит Нормандской четвёрки: Германии, Франции, России и Украины, по итогам которого территориям Донецкой и Луганской областей, находящимся под контролем самопровозглашённых ДНР и ЛНР продлевается статус «особого региона», и разводятся силы ещё в трёх населённых пунктах. Также прошли двусторонние встречи.
- 18 декабря — с космодрома Куру с при помощи ракеты-носителя «Союз» запущен космический телескоп «Хеопс», предназначенный для поиска и изучения экзопланет[77].
- 25 декабря — состоялось открытие железнодорожной части Крымского моста через Керченский пролив.
- 27 декабря — авиакатастрофа Fokker 100 близ Алма-Аты, 13 погибших и 52 пострадавших. Самолёт принадлежит компании Bek Air.
- 28 декабря — теракт в Могадишо унёс жизни свыше 90 человек.
- 31 декабря:
  - Нападение на посольство США в Багдаде;
  - Зарегистрированы первые случаи заболевания COVID-19.

## Персоны года
Человек года по версии журнала Time — Грета Тунберг, шведская экоактивистка.